# Гимн Нидерландов
Хет Вилхелмюс (нидерл. Het Wilhelmus, песня Вильгельма) — государственный гимн Королевства Нидерланды и один из старейших гимнов в мире. Это песня о Вильгельме I Молчаливом, принце Оранском и лидере нидерландской революции XVI века. Потомки Вильгельма I Оранского — Оранская династия — с 1815 являются королевской династией Нидерландов. Слова были написаны между 1568 и 1572 во время нидерландского восстания против Испании. Авторство приписывается Филиппу ван Марниксу, ван де Сент-Альдегонду. Он не был признан как официальный национальный гимн до 1932 года. Однако, всегда был популярен в народе и изменялся несколько раз в ходе истории становления государства до обретения своего нынешнего статуса и вида. Также был гимном Нидерландских Антильских островов в 1954—1964 годах.

## История

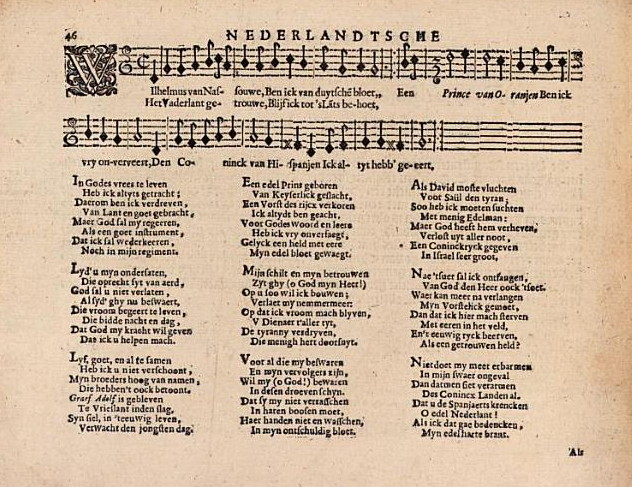
Гимн «Вильгельмус», 1626 г.

Как и большинство гимнов в мире, «Het Wilhelmus» возник в стране, где шла борьба за достижение независимости. В ней раскрывается образ Вильгельма I Молчаливого (Вильгельма Оранского), его жизнь, причины, почему он воюет против короля Испании. Особенностью является то, что гимн написан от первого лица, как будто бы цитируя Вильгельма Оранского. Гимн написан Филиппом ван Марниксом ван де Сент-Альдегондом — верным другом и ярым сторонником принца Вильгельма Оранского. Выступив в начале 1560-х во главе оппозиции нидерландской знати испанскому режиму, Вильгельм после ввода испанской армии в Нидерланды (1567 год), укрывался в Германии и с помощью немецких протестантских князей и французских гугенотов организовал несколько походов в Нидерланды во главе армий наёмников (1568, 1572 годы). В 1568 году после битвы при Гейлигерлее предпринял попытку установить контроль над страной, но совершенно без успеха и вскоре был разбит. В «Wilhelmus» поэт изображает принца обращающегося к угнетенному народу Нидерландов в этой страшной и драматической ситуации. Начиная с XVI века, «Wilhelmus» стал часто звучать на официальных мероприятиях и важных событиях. Он был назван официальным Нидерландским национальным гимном Королевским Указом от 10 мая 1932 г.

## Структура
Своим мотивом «Wilhelmus» основан на французской солдатской песне популярной в 1560-е года и получившей дальнейшее развитие благодаря Адриану Валериусу, (прибл. 1575—1625). Официальная версия была проработана с помощью Вальтера Бура (Walther Boer) и одобрена в 1932 году. Песня по стилю напоминает Rederijkers («риторов»), XVI века, компаний поэтов. Например, первые буквы 15 стихов образуют название «Вильгельм Ван Нассау» (в оригинале — «Willem van Nassov»). Текст также тематически симметричный, в том, что стихи 1-й и 15-й похожи друг на друга по смыслу, по такой же схеме — стихи 2-й и 14-й, 3-й и 13-й, и т. д., пока все они не сходятся в восьмом стихе, так называемом «сердце песни» где и сравнивают Вильгельма с Библейским Давидом: «Подобно Давиду, вынужденному бежать от Саула, тирана». Строка «..den Koning van Hispanje heb ik altijd geëerd…» (с нидер. Так знай, король испанский: тебе лишь я служу.) говорит о верности Королю Испании. Следует пояснить, дабы избежать двусмысленности восприятия. Это относится к первоначальной лояльности ключевых фигур нидерландского восстания, графа Горн и графа Эгмонт, (которые вскоре, оба, были казнены) и уцелевшего принца Оранского (Вильгельма) к испанскому королю Фелипе II. Как утверждается, изначально, они всего лишь отвергали некоторые тяготы испанского владычества над Нидерландами, особенно в отношении налогообложения, политического гнета и религиозных преследований. Текст и мелодия песни на удивление мирные, как для национально-освободительно гимна. Het Wilhelmus получил своё название от первого слова песни. Полный оригинальный текст очень длинен (15 строф). Первая строфа, как правило, обычно поется в официальной обстановке:

Wilhelmus van Nassauwe

ben ik, van Duitsen bloed,

den vaderland getrouwe

blijf ik tot in den dood.

Een Prinse van Oranje

ben ik, vrij, onverveerd,

den Koning van Hispanje

heb ik altijd geëerd.

Стихотворный перевод:

Я, Вильгельм из Нассау,

Немецких, принц, кровей,

Отчизне присягаю

Быть верной только ей.

Как истинный Оранский,

Я честью дорожу,

Так знай, король испанский:

Тебе лишь я служу.